# Everyway that I can
«Everyway that I can» (en español: "De cualquier manera que pueda") es la canción ganadora del Festival de la Canción de Eurovisión 2003, interpretada por Sertab Erener, escrita en inglés por Demir Demirkan y compuesta por ambos y Ozan Çolakoğlu, famoso por su trabajo con el ídolo del pop turco Tarkan. 
Habiendo elegido previamente a Sertab Erener como representante, la TRT, la televisión turca que participa en el Festival de la Canción de Eurovisión, eligió "Everyway that I can" como su canción para Eurovisión. Al principio, el tema fue motivo de polémica en Turquía por el hecho de que Sertab cantase en inglés su canción y no en turco, como era costumbre hasta el momento.
La canción combina R&B con música tradicional turca, pero, a pesar de ello, no era considerada favorita para ganar el festival. Las grandes favoritas eran las rusas t.A.T.u. y la española Beth. 
Turquía actuó en cuarta posición después de Irlanda con Mickey Harte y antes de Malta con Lynn Chircop. De cara al festival, se habían introducido algunos retoques en la música y se habían introducido unos pasos de danza del vientre. Durante las votaciones, la victoria final estuvo muy reñida, Sertab ganó por solo dos puntos sobre Bélgica gracias a la última votación de Eslovenia. También, por primera vez en la historia, Chipre votó a Turquía otorgándoles ocho puntos, de no haber obtenido esos ocho puntos, Turquía habría quedado tercera.

## Éxito internacional
La canción fue lanzada a nivel europeo la semana siguiente del festival. Obtuvo un gran éxito en toda la Europa del Este y entró en los top 10 de ventas en España, Suecia, Austria, Bélgica y Holanda, y llegando a ser sencillo de platino en Grecia vendiendo más de 20 000 copias.
En el videoclip de la canción Sertab aparece en un palacio otomano y sus jardines de rosas, su harén imperial y en un baño turco. Erener aparece vestida con el estilo tradicional turco, y también la acompañan bailarinas turcas.
También se lanzaron varias versiones de la canción incluyendo una en turco y una versión dance. La canción se incluyó en el álbum de Sertab No Boundaries, y en el disco recopilatorio oficial del Festival de la Canción de Eurovisión 2003.

## Después de Eurovisión
Sertab interpretó su canción en el Festival de la Canción de Eurovisión 2004 en Estambul cambiando las bailarinas por bailarines. La canción fue seleccionada también para el Congratulations, la gala especial de celebración del 50 aniversario del Festival de Eurovisión, acabando como la novena mejor canción de la historia del festival. 